# ژرف‌خرگوش‌ماهی‌ها
ژرف‌خرگوش‌ماهی‌ها (نام علمی: Bathylagichthys) نام یک سرده از تیره سیمین‌ماهی ژرفنا است.